# زلزال فويون 1931
زلزال فويون 1931 هو زلزالٌ وقعَ في محافظة فويون ‏ في الصين بتاريخ 10 أغسطس 1931.